# Symphonie à 17 parties de Gossec
La Symphonie à 17 parties en fa majeur de François-Joseph Gossec a été composée en 1809. Le titre fait référence à l'instrumentation particulièrement étoffée pour l'époque.
Cette symphonie au style grandiose n'a jamais été publiée du vivant de son auteur, et n'est donc parvenue qu'à l'état de manuscrit ; il n'est au demeurant également pas possible de savoir si elle fut jouée à cette époque.
Cette symphonie comporte quatre mouvements :
- Maestoso - Allegro molto ;
- Larghetto ;
- Menuet - trio ;
- Finale : Allegro molto.

## Orchestration
L'œuvre est écrite pour 2 flûtes, 2 hautbois, 2 clarinettes, 2 bassons, 2 trompettes (non obligées), 2 cors, timbales (non obligées), cordes et basse.

## Analyse
L'œuvre mêle aux principes formels de la symphonie mis au point par Haydn et Beethoven, l'esprit de la musique instrumentale de plein-air jouée à l'époque révolutionnaire, avec notamment un rôle important dévolu aux instruments à vent. Le dernier mouvement inclut même une citation de l'air « Ah, ça ira, ça ira, ça ira ».

## Enregistrements
- Orchestre philharmonique de Liège, dir. Jacques Houtmann (1971, Musique en Wallonie / Koch Schwann) (OCLC 899814124 et 636348107)
- Concerto Köln (sur instruments anciens)
- Lugano Radio Orchestra, dir. Wolf-Dieter Hauschild (1998, Naxos).